# Кастельбелло-Чардес
Кастельбелло-Чардес (итал. Castelbello-Ciardes, нем. Kastelbell-Tschars) — коммуна в Италии, располагается в регионе Трентино — Альто-Адидже, в провинции Больцано.
Население составляет 2329 человек (2008 г.), плотность населения составляет 44 чел./км². Занимает площадь 53 км². Почтовый индекс — 39020. Телефонный код — 0473.
Покровителем коммуны почитается святой апостол Андрей, празднование 30 ноября.

## Демография
Динамика населения:

## Администрация коммуны
- Официальный сайт: http://www.comune.castelbello-ciardes.bz.it